# Epiplema hapala
Epiplema hapala är en fjärilsart som beskrevs av Willie Horace Thomas Tams 1935. Epiplema hapala ingår i släktet Epiplema och familjen Uraniidae. Inga underarter finns listade i Catalogue of Life.